# 5-й Венецианский кинофестиваль
5-й международный Венецианский кинофестиваль проходил с 10 августа по 3 сентября 1937 года. Новое здание Palazzo del Cinema было построено для фестиваля в 1937 году и с тех пор использовалось для проведения фестиваля, за исключением периода с 1940 по 1948 года.

## Жюри
- Джузеппе Вольпи (Председатель)(Италия)
- Луиджи Кьярини (Италия)
- Сандро Де Фео (Италия)
- Луиджи Фредди (Италия)
- Марио Громо (Италия)
- Рене Жан (Франция)
- Нэвилл Кирни (Великобритания)
- Освальд Ленич (Германия)
- Карл Мельцер (Германия)
- Жорж Лурау (Франция)
- Рышард Ордынский (Польша)
- Эзодо Прателли (Италия)
- Луис Вилани (Венгрия)

## Фильмы основной конкурсной программы

### Австралия
- Летающий доктор / The Flying Doctor, фильм Майлза Мэндера

### Австрия
- Венская мода / Wiener mode, пр-во «Селенофон» (к/м)
- Буйные воды / Wilde Wasser, пр-во «Селенофон», фильм режиссёров Густава Ланчнера и Харальда Райнля (к/м)
- По следам Моцарта / Auf Mozart spuren, пр-во «Селенофон» (к/м)

### Бельгия
- Процессии и карнавалы / Processions et carnavals, фильм Шарля Декекелейра (к/м)

### Великобритания
- Снова прощай / Farewell Again, фильм Тима Уэлана
- Край света / The Edge of the World, фильм Майкла Пауэлла
- Маленький погонщик слонов / Elephant Boy, фильм режиссёров Роберта Флаэрти и Золтана Корды
- Копи царя Соломона / King Solomon’s Mines, фильм Роберта Стивенсона
- Виктория Великая / Victoria the Great, фильм Херберта Уилкокса
- Домашняя жизнь Марстрасов / Home Life of the Marstras, фильм Мэри Филд (к/м)
- Путь моря / The Way to the Sea, фильм Дж. Б. Холмса (к/м)
- Рассказ об одной тревоге / The Story of a Disturbance, фильм Дональда Картера (к/м)
- Парад закона / Statue Parade, фильм режиссёров Ральфа Кина и Пола Бёрнфорда (к/м)
- Гидра / Hydra, пр-во «Джи Би инстракшнл» (к/м)
- Коронация короля Георга VI / The Coronation of King George VI (к/м)

### Венгрия
- Сестра Мария / Mária növér, фильм Виктора Гертлера
- Человек из золота / Az aranyember, фильм Белы Гааля
- Визит итальянского императора в Венгрию / Visita di S. M. il Re imperatore in Ungheria (к/м)
- Венгерская лошадь / Il Cavallo ungherese (к/м)

### Германия
- Ничего мне не обещай / Versprich mir nichts!, фильм Вольфганга Либенайнера
- К новым берегам / Zu neuen Ufern, фильм Детлефа Сирка
- Патриоты / Patrioten, фильм Карла Риттера
- Человек, который был Шерлоком Холмсом / Der Mann, der Sherlock Holmes war, фильм Карла Хартля
- Варшавская цитадель / Die Warschauer Zitadelle, фильм Фрица Петера Буха
- Если бы мы все были ангелами / Wenn wir alle Engel wären, фильм Карла Фрёлиха
- Властитель / Der Herrscher, фильм Файта Харлана
- Тайна жизни / Mysterium des Lebens, фильм режиссёров Ульриха К. Т. Шульца и Герты Юлих (к/м)
- Германия / Deutschland, фильм Свенда Нольдана (к/м)
- Пространство в кружащемся воздухе / Raum im kreiseden licht (к/м, науч.-поп.)
- Пёстрый мир рыб / Bunte fischwelt (к/м)
- Поездка во Франкфурт / Besuch im Frankfurt (к/м)
- Маннесманн / Mannesmann, фильм Вальтера Руттмана (к/м)
- Рентгеновские лучи / Röntgenstrahlen, фильм Мартина Рикли (к/м, науч.-поп.)
- Гамбург и его пригород Альтона / Hamburg und seine nachbarstadt «Altona», фильм Франца Шродер-Шрома (к/м)
- К бою готов / Klar Schiff zum Gefecht (к/м, науч.-поп.)
- Ландшафт и жизнь / Landschaft und leben (к/м)
- Олимпия — создание фильма / Der Olympia — Film ensteht, фильм режиссёров Рудольфа Шаада и Отто Ланчнера (к/м)
- Рейнеке лис / Reineke fuchs, пр-во «Уфа» (к/м)
- Безграничная вселенная / Unendlicher weltenraum, пр-во «Уфа» (к/м, науч.-поп.)
- Морской зверинец / Tiergarten des Meers, пр-во «Уфа» (к/м)
- Духовная жизнь растений / Das Sinnesleben der Pflanzen (к/м)

### Нидерланды
- Кукольная радиопередача 1938 года / The Puppet Broadcast of 1938, фильм Георга Пала (к/м)
- Баллада о высокой шляпе / De ballade van den hoggen hoed, фильм Макса де Хааса (к/м)

### Египет
- Паломничество мусульман в Мекку / Il pellegrinaggio mussulmano alla Mecca (к/м)

### Индия
- Святой Тукарам / Sant Tukaram, фильм режиссёров Вишнупанта Говинда Дамле и Шейха Фаттетала

### Италия
- Синьор Макс / Il signor Max, фильм Марио Камерини
- Сципион Африканский / Scipione l’africano, фильм Кармине Галлоне
- Кондотьеры / Condottieri, фильм Луиса Тренкера
- Часовые из бронзы / Sentinelle di bronzo, фильм Ромоло Марчеллини
- Хроника империи / Cronache dell’Impero (к/м)
- Фашистская школа / Scuola fascista (к/м)
- Цветущая весна / Primavera fiorentina (к/м)

### Польша
- Барбара Радзивилл / Barbara Radziwiłłówna, фильм Юзефа Лейтеса
- Город Вильно / Wilno miasto (к/м)
- Три этюда Шопена / Trzy etiudy Chopina, фильм Эугениуша Ценкальского (к/м)
- В угольной шахте / W kopalni (к/м)

### Соединённые Штаты Америки
- Крылья утра / Wings of the Morning, фильм Гарольда Д. Шустера
- Три милых девушки / Three Smart Girls, фильм Генри Костера
- Звезда родилась / A Star Is Born, фильм Уильяма Уэллмана
- Потанцуем? / Shall We Dance, фильм Марка Сэндрича
- Меченая женщина / Marked Woman, фильм Ллойда Бэкона
- Седьмое небо / Seventh Heaven, фильм Генри Кинга
- Теодора сходит с ума / Theodora Goes Wild, фильм Ричарда Болеславского
- Зима на пороге / Winterset, фильм Альфреда Сэнтелла
- Это моё дело / This Is My Affair, фильм Уильяма А. Сэйтера
- Ллойды из Лондона / Lloyd’s of London, фильм Генри Кинга
- Кид Гэлэхэд / Kid Galahad, фильм Майкла Кёртица
- Микки Маус и команда по игре в поло / Mickey’s Polo Team, пр-во «Уолт Дисней», мультфильм Дэвида Хэнда (к/м)
- Деревенский кузен / The Country Cousin, пр-во «Уолт Дисней», мультфильм Уилфреда Джексона (к/м)
- Покорители Альп / Alpine Climbers, пр-во «Уолт Дисней», мультфильм Дэвида Хэнда (к/м)
- Старая мельница / The Old Mill, пр-во «Уолт Дисней», мультфильм Уилфреда Джексона (к/м)
- Музыкальная страна / Music Land, пр-во «Уолт Дисней», мультфильм Уилфреда Джексона (к/м)
- Отдых на Гавайях / Hawaiian Holiday, пр-во «Уолт Дисней», мультфильм Бена Шарпстина (к/м)
- Папай-морячок встречается с Синдбадом-мореходом / Popeye the Sailor Meets Sindbad the Sailor, пр-во «Парамаунт», мультфильм Дэйва Флейшера (к/м)

### Франция
- Бальная записная книжка / Un carnet de bal, фильм Жюльена Дювивье
- Жемчужины короны / Les perles de la couronne, фильм Кристиан-Жака и Саша Гитри
- Великая иллюзия / La grande illusion, фильм Жана Ренуара
- Елена / Helene, фильм Жана Бенуа-Леви
- Посланник / Le Messager, фильм Раймона Руло
- Графическая симфония / Symphonie Graphique, фильм Мориса Клоша (к/м)
- Приключение в Атлантике / Aventure en Atlantiqu, фильм Марселя де Юбша (к/м)
- Южная Атлантика / Atlantique Sud (к/м)

### Чехословакия
- Люди на льдине / Lidé na kře, фильм Мартина Фрича
- Батальон / Batalión, фильм Мирослава Цикана
- Эротическая фантазия / Fantasia erotica, фильм Карела Додела (к/м)

### Южно-Африканский Союз
- Тесными рядами / Tight Lines (к/м)
- Голубой и серебряный май / The Blue and Silver May (к/м)
- Горные воды / Mountain Waters (к/м)

### Япония
- Луна на разрушенном замке / Kôjô no tsuki, фильм Кэйсукэ Сасаки
- Взгляды на Японию / Regards sur le Japon (к/м)
- Кёику Ниппон / Kyoiku Nippon (к/м)
- Цветочное искусство в Японии / Ikebana (к/м)

## Награды
- Кубок Муссолини за лучший иностранный фильм: Бальная записная книжка, фильм Жюльена Дювивье (Франция)
- Кубок Муссолини за лучший итальянский фильм: Сципион Африканский, фильм Кармине Галлоне
- Кубок наций за лучший впервые демонстрирующийся фильм: Виктория Великая, фильм Херберта Уилкокса (Великобритания)
- Лучший документальный фильм: Маннесманн, фильм Вальтера Руттмана (Германия)
- Лучшая режиссёрская работа: Роберт Флаэрти и Золтан Корда, фильм Маленький погонщик слонов (Великобритания)
- Лучший итальянский режиссёр: Марио Камерини, фильм Синьор Макс
- Кубок Вольпи (за лучшие актёрские работы)
  - Лучший актёр: Эмиль Яннингс, фильм Властитель (Германия)
  - Лучшая актриса: Бетт Дейвис, фильмы Меченая женщина и Кид Гэлэхэд (США)
- Лучший артистический ансамбль: актёрам фильма Великая иллюзия (режиссёр Жан Ренуар, Франция)
- Лучший сценарий: Жемчужины короны (сценаристы Саша Гитри и Кристиан-Жак, Франция)
- Лучшая операторская работа: Дж. Певерелл Марли, фильм Зима на пороге (США)
- Приз, предложенный Министерством Итальянской Восточной Африки, за лучший фильм на колониальную тему: Бронзовые часовые, фильм Ромоло Марчеллини (Италия)
- Приз за лучший показ в фильме красот природы и искусства: Кондотьеры, фильм Луиса Тренкера (Италия)
- Кубок за лучший поучительный фильм присуждён группе фильмов, представленных Национальным институтом Люче
- Приз за лучший научный фильм: фирме «Уфа» за группу научных фильмов, которые она представила на фестиваль, и особенно за фильм Рентгеновские лучи (Германия)
- Кубок Генерального управления театров за лучшую мультипликацию присуждён Уолту Диснею за программу его анимации
- Специальная рекомендация (дабы отметить значительный прогресс, сделанный странами с ограниченным кинорынком):
  - Батальон, фильм Мирослава Цикана (Чехословакия)
  - Луна на разрушенном замке, фильм Кэйсукэ Сасаки (Япония)
  - Сестра Мария, фильм Виктора Гертлера (Венгрия)
  - Святой Тукарам, фильм Вишнупанта Говинда Дамле и Шейха Фаттетала (Индия)
  - Летающий доктор, фильм Майлза Мандера (совместное производство Австралии и Великобритании)
- Почётное упоминание:
  - Барбара Радзивилловна, фильм Юзефа Лейтеса (Польша)
  - Три этюда Шопена, фильм Эугениуша Ценкальского (Польша)